# San Lorenzo Albarradas
San Lorenzo Albarradas là một đô thị thuộc bang Oaxaca, México. Năm 2005, dân số của đô thị này là 2477 người.